# Die Welle (1981)
Die Welle ist ein US-amerikanischer Fernsehfilm nach dem Drehbuch von Johnny Dawkins unter der Regie von Alex Grasshoff. Er beruht auf einer Kurzgeschichte des Geschichtslehrers Ron Jones über sein Experiment The Third Wave. Der Film ist ein sogenanntes „One-Hour-Drama“, das mit einer Nettospielzeit von 42 Minuten und Werbeunterbrechungen auf eine Länge von einer Stunde kommt. 2008 erschien eine Neuverfilmung als deutscher Kinofilm. 2019 erschien eine Serie auf Netflix mit dem Titel Wir sind die Welle, die lose auf den Geschehnissen basiert.

## Vorlage
Der Lehrer Ron Jones veröffentlichte 1972 eine Kurzgeschichte unter dem Titel „The Third Wave – Take as Directed“, in der er von seinem Experiment aus dem Jahr 1967 berichtete. (Auf Deutsch erschienen in: Ron Jones, Stories Volumes I–IV, Vol. I.) Johnny Dawkins erstellte daraus das Drehbuch für den Fernsehfilm.

## Handlung
In einer Unterrichtsreihe des Geschichtslehrers Mr. Ross, in der es um den Nationalsozialismus, insbesondere um Konzentrationslager geht, tut sich in der zutiefst betroffenen Klasse die Frage auf, wieso das deutsche Volk von diesen Gräueln nichts gewusst haben will und vor allem nichts dagegen unternommen hat. Der Lehrer kann dies nicht beantworten, doch hat er für die nächste Stunde eine Idee für ein Projekt entwickelt.
Fortan müssen alle Schüler aufrecht sitzen, absolut diszipliniert sein und aufstehen, bevor sie sich zu Wort melden. Mr. Ross macht seinen Schülern klar, dass nicht das Individuum zählt, sondern die Gemeinschaft. Den Schülern macht der neue Unterrichtsstil sehr viel Spaß, der sonstige Außenseiter Robert fühlt sich sogar „neu geboren“ und der Gruppe zugehörig.
In der darauf folgenden Unterrichtsstunde wird das Zeichen der „Welle“ eingeführt, eine weiße Fahne mit einem blauen Wellenzeichen in einem Kreis. Mr. Ross prägt die Schlagworte Macht durch Disziplin, Macht durch Gemeinschaft, Macht durch Handeln. Außerdem verteilt er Ausweise an seine Schüler, wobei manche sogar zu Aufpassern werden, die darauf achten sollen, dass die recht strengen Regeln des Lehrers befolgt werden. Blind folgt fast die gesamte Klasse diesen Vorgaben, doch der Schülerin Laurie kommen so langsam Zweifel. Da es ihr nicht gelingt, die Meinung ihres Freundes David umzustimmen, schreibt sie in der Schülerzeitung Artikel, die sich kritisch mit der Welle und ihren Begleiterscheinungen auseinandersetzen.
Der Aufpasser David und ein paar andere Aufpasser versuchen daraufhin, Laurie davon abzubringen, weitere Artikel zu schreiben. David wird Laurie gegenüber recht grob, und kurz bevor er sie fast geschlagen hätte, erkennt er, dass sie doch recht haben könnte. Zusammen besuchen sie Mr. Ross und bitten ihn, das Projekt zu beenden. Er lenkt ein, aber er möchte es auf seine Weise beenden.
Am nächsten Tag kündigt der Lehrer an, dass es eine Versammlung in der Aula zur Zukunft der Welle geben werde, zu der nur Mitglieder zugelassen sind. Er behauptet, dass die Welle nicht nur ein klasseninternes Projekt sei, sondern ein landesweites. Möglicherweise wird die Welle sich überall ausbreiten. David möchte protestieren, doch wird er dazu aufgefordert, sich hinzusetzen. Daraufhin erhebt sich Laurie, bezeichnet Mr. Ross als Lügner und möchte ihre Mitschüler dazu bringen, ihm nicht mehr zu glauben. Der Lehrer lässt beide von Aufpassern aus dem Klassenraum führen.
Kurz vor der Versammlung planen Laurie und David, in die Sitzung zu gelangen und dabei alle Zuhörer davon abzuhalten, Mr. Ross zu glauben, jedoch ist das Gebäude gut bewacht. Ihnen gelingt es aber, und sie mischen sich unter die Menge.
Mr. Ross kündigt an, der nationale Führer der Welle werde über das Fernsehen zu den Schülern sprechen. Nachdem auf zwei Fernsehgeräten aber nur Bildrauschen zu sehen ist, werden die Schüler unruhig. Ein Schüler fragt, wo der Anführer sei, und Mr. Ross lässt einen Ausschnitt einer Hitler-Rede auf der Leinwand laufen. Dann erklärt er den Schülern, sie wären alle gute Nazis geworden, so blind, wie sie seinen Anweisungen gefolgt seien. Dies würde die ursprünglich im Unterricht aufgetretene Frage beantworten. Schockiert erkennen die Schüler, was mit ihnen passiert ist. Die Aula leert sich, und Laurie und David sind erleichtert darüber, dass der Lehrer die Welle beendet hat. Nur Robert, dessen Lebensinhalt die „Welle“ war, bleibt verzweifelt zurück und sucht Halt und Trost bei Mr. Ross.

## Synchronisation
Die deutsche Synchronfassung entstand bei der Berliner Synchron. Eberhard Cronshagen schrieb das Dialogbuch und führte Regie.
| Rolle     | Darsteller          | Synchronsprecher       |
| --------- | ------------------- | ---------------------- |
| Ben Ross  | Bruce Davison       | Hans-Jürgen Dittberner |
| Laurie    | Lori Lethin         | Bettina Spier          |
| David     | John Putch          | Ulrich Matthes         |
| Robert    | Johnny Doran        | Andreas Fröhlich       |
| Amy       | Pasha Grey          | Rebecca Völz           |
| Mrs. Ross | Wesley Ann Pfenning | Alexandra Lange        |
| Eric      | Marc Copage         | Thomas Petruo          |
| Brad      | Robert DeLapp       | Pierre Peters-Arnolds  |
| Brian     | Matthew Dunn        | Torsten Sense          |

## Das Buch zum Film von Morton Rhue
Die Geschichte wurde vor allem durch das Buch zum Film von Morton Rhue bekannt. Rhue übernahm weitgehend die dramaturgische Struktur des Drehbuches von Dawkins, fügte aber Szenen und Figuren neu ein, da das Drehbuch als Grundlage für einen 42-minütigen Film zu kurz für einen ganzen Roman war. Entgegen der verbreiteten Meinung beruht also der Roman auf dem Film und nicht umgekehrt.